# Мама Medeya или Промрзли цвјетови свибањски
Мама Medeya или Промрзли цвјетови свибањски је роман хрватског аутора Дамира Златара Freyа, објављен у издању издавачке куће Академска књига из Новог Сада 2022. године. Роман Мама Medeya или Промрзли цвјетови свибањски настао је према мотивима истоимене драме Дамира Златара Freyа из 2018. године.

## О аутору
Дамир Златар Frey (Загреб, 1954) драмски је и оперски режисер, кореограф, драмски писац, костимограф, сценограф, оснивач и управник позоришта и фестивала. Добитник је више значајних признања, међу којима су: орден Председника Републике Хрватске за допринос у култури Ред Данице Хрватске с ликом Марка Марулића, Марулова награда, Награда хрватскога глумишта, Прешернова награда, Жупанчичева награда, Награда града Љубљане те Борштникова награда. Године 1986. основао је љубљанску Кореодраму, 2000. године покреће и Међународни фестивал коморнога позоришта „Златни лав” у Умагу. Написао је романе Кристални кардинал (2014), Stanzia Grande (2016) и Истарска Lady Macbeth (2020).

## О књизи
Мама Medeya или Промрзли цвјетови свибањски је један од првих романа на нашим просторима који храбро проговара о ЛГБТ искуству.
Роман је посвећен неприхватању и дискриминацији ЛГБТ заједнице и неразумевању сексуалне различитости, ода слободи, али и отпор насиљу ка другачијима. Аутор покрећући велику тему сексуалне различитости, кроз причу о самоспознаји главног јунака романа, приказује колико је тај пут мукотрпан и какве све опасности доноси, поготово у друштву које сваку различитост немилосрдно сатире. Роман оцењен као дирљив и дубоко хуман, приповеда о животима стигматизованих људи, говори и о крхкој снази друштвене солидарности, емпатије и уметности које нам једино могу донети слободу.
Дамир Златар Frey је у интервју за Дневник истакао да је ова књига настала је с намером да рањене споји у исту скупину, те да је она позив на дијалог. Исто тако писац сматра да овај роман нема намеру да повлађује кампањи ЛГБТ заједнице и да очекује нападе и једних и других.
Главни јунак романа Мама Медеyа је Лобел Клуисер који се налази на великој прекретници, прогоњен аветима несахрањене прошлости одлази у Сан Франциско, град у ком покушава да изгради нови живот и оствари музичку каријеру. Аутор преплиће приказ живота главног јунака у Америци са сећањима на трагичне догађаје који су обележили његов пређашњи живот у Барањи и Загребу. Води нас до расплета, до тренутка када се Лобел враћа у своју домовину.
| „ | Зар није управо умјетност та која олакшава несрећу свијета, чини је подношљивијом за живот, помаже нам бар на трен доносећи утјеху и исцјељујући околину у којој ће расти нови људи? | ” |